# Blog

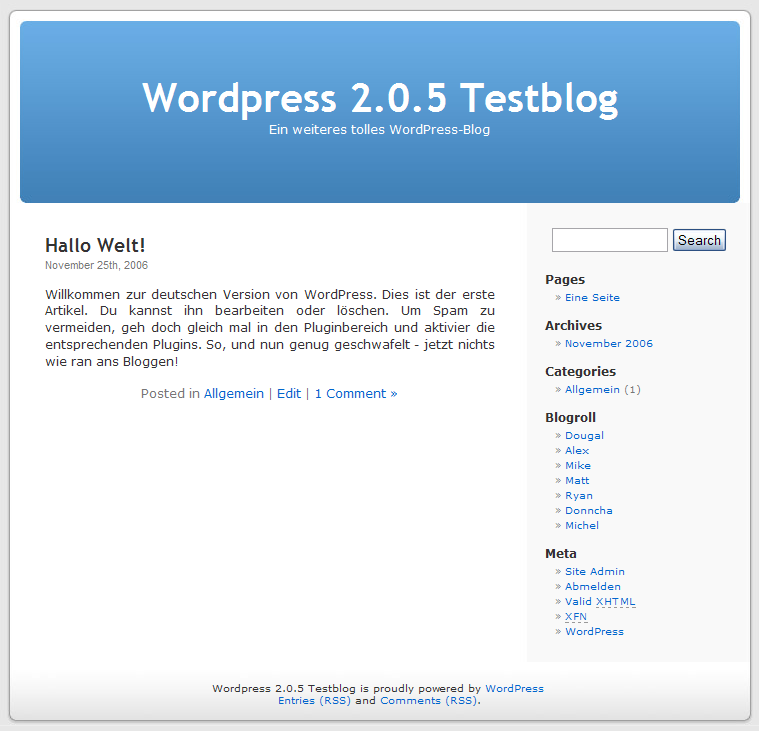
Egy Wordpress blog tesztoldala

A blog vagy webnapló olyan weboldal, amely periodikusan megjelenő új bejegyzések sorozatából áll, függetlenül attól, hogy mi az oldal témája, formája és hogy nyilvánosan elérhető-e. A bejegyzések leggyakrabban – de nem szükségszerűen – fordított időrendi sorrendben láthatóak. A blogok többsége nyilvános weblapként működik bármely internethasználó által elérhetően. Az eredeti „weblog” kifejezés a „web” és „log” (napló) szavak összetételéből keletkezett, ebből rövidült a mára bevetté vált blog alakká.
Témája sokrétű: lehet interneten közzétett személyes, egyéni napló, de lehet egyéni vagy csoportos politikai véleménynyilvánítás vagy üzleti jellegű kommunikáció eszköze is, és lehetségesek tematikus blogok is (például kifejezetten irodalommal foglalkozó). Ennek megfelelően a szerzők köre az alkalmi szerzőktől a nagy írói közösségekig, sőt vállalatokig terjed. Sok blog teszi lehetővé a látogatóknak nyilvános megjegyzések írását az egyes bejegyzésekhez, ami közösségek kialakulásához vezethet.
A blogok gyakorlatilag semmiféle formai vagy tartalmi megkötéssel nem rendelkeznek, bár többségük továbbra is hosszabb-rövidebb, döntően szöveges bejegyzésekből áll. A blogok esetében – mint általában a weblapoknál – nagyon jelentős a linkelés lehetősége, amely a bejegyzések kontextusba helyezését segíti elő. A bejegyzéseknek tipikusan permalinknek nevezett saját, állandó és egyedi linkjük van, amelyen hivatkozhatók.
A blogoknál jelentős a hírcsatornák (feedek) használata, amelyek speciális webcímek, és az olvasók számára a feedolvasókon (hírolvasó programokon) keresztül lehetővé teszik a kedvenc blogjaiknak, híroldalaiknak egy helyen való olvasását, illetve az új bejegyzésekről való értesülést. A feedek legelterjedtebb formái az RSS 2.0 és az ATOM 1.0, mindkettő az XML-en alapuló szabvány.
Aki blogot kíván indítani, választhat a számos szolgáltató által kínált ingyenes vagy fizetős megoldás közül, de saját maga is üzemeltethet blogmotort, amelyből több nyílt forráskódú, ingyenes megoldás is létezik.

## Történelem

### A blogolás hajnala
A „weblog” kifejezést Jorn Barger alkotta meg 1997 decemberében. 
„A blogok gyakran frissített oldalak, melyek más cikkekre mutatnak a weben, gyakran megjegyzésekkel és azonos oldalon megtalálható cikkekre mutató linkekkel. Egy blog egyfajta folytonos utazás egy emberi útikönyvvel, akit megismersz. Sok útikönyvből lehet választani, és mindegyiknek saját olvasótábora van. Bajtársiasság és együttműködés  van a blogokat vezető emberek között. Mindenfajta struktúra, gráf, gyűrű stb. szerint mutatnak egymásra” – mondta Dave Winer, aki az egyik legkorábbi, máig író blogger.
A rövidebb verziót (blog) Peter Merholz alkotta meg 1999 áprilisában vagy májusában a weblog „we blog” alakra bontásával. Ezt a főnév rövidebb alakjaként és igeként is értelmezték. Használata 1999-ben terjedt el, amit a közel azonos időben megjelenő első dedikált blogfarm-oldalak megjelenése tovább népszerűsített. Evan Williams és Meg Hourihan Pyra Labs nevű vállalata megjelentette a Bloggert, amit a Google 2003-ban felvásárolt. 2003 márciusában az Oxford English Dictionary már tartalmazta a weblog, weblogolás, weblogoló szavakat.
A blogolás kényelmessé és elterjedtté válásában komoly szerepet játszott Dave Winer. Cégével, a UserLand Software-rel blogmotorként is használható tartalomkezelő-rendszereket fejlesztett, amelyek lehetővé tették a webhez kevéssé értőknek is a publikálást. Winer úttörője volt az RSS formátumnak, jelen volt az XML-RPC protokoll és a távoli publikálást lehetővé tevő MetaWeblog API kidolgozásánál. Nevéhez fűződik az egyik első feedolvasó létrehozása is.

### A blogolás elterjedése
A blogolás és a civil média nagy lendületet kapott a 2001. szeptember 11-ei terrortámadás után. Az eseményeket megíró civil tudósítók, a terrorizmus elleni háború témáját megbeszélő webnaplók, és a veszteségek feldolgozásában segítő blogok komoly figyelmet kaptak. A kezdetben az Instapundithoz hasonló jobboldali blogokat vonzó témában hamarosan megjelentek a baloldali álláspontot képviselő bejegyzések is, így 2003-ban a Forbes magazin már a tág értelemben vett "háborús blogokról" közölhetett cikket.
Az egyik legelső alkalom, amikor megmutatkozott, hogy a blogok képesek jelentős hatást kifejteni a blogszférán és a neten túl is, Trentt Lott bukásának ügye. Lott Strom Thurmond előtti tisztelgésként rasszista kijelentéseket tett, ennek nyomán bloggerek korábbi Lott-idézetekkel bebizonyították, hogy nem egyedi esetről volt szó, valamint közreműködtek az ügy napirenden tartásában, amely végül – a hagyományos sajtóban is elterjedve – Lottot a szenátusi többség vezetőjének pozíciójából való lemondásra kényszerítette.
2002-re a bloggolás tömegjelenséggé vált, megjelentek az eszközök használatáról és a tartalom létrehozásáról szóló útmutatók, és az egyszerűen kezelhető blogszoftverek is. Az elektronikus közösség építő szerepe is kiemelkedővé vált. A blogoknak mára megszűnt a speciális civilújságírói jellege, gyakran újságírók is vezetnek blogot, továbbá annyira alacsonnyá vált a technikai korlát, hogy gyakorlatilag bárki, aki egy működő böngészőprogrammal és netkapcsolattal rendelkezik, blogírásra adhatja a fejét. Ez persze ahhoz is vezetett egyúttal, hogy jórészt lehetetlenné vált a blogok tartalmi tipizálása.

## Blogolás és kultúra
A blogolás inkább a technológiáról, különféle témákról, gondolatokról, mint a politikáról szólt, és így a blogokat és közösségeket működtető eszközök elterjedése összekötötte a bloggolást a Nyílt Forráskód mozgalommal. Olyan írók, mint Larry Lessig és David Weinberger, nem csak a blogolás népszerűsítésére használták blogjukat, hanem eltérő társadalmi modellek népszerűsítésére is. Az egyik aktuális vita témája az újságírók és a bloggerek körében, hogy a weblogolás mit jelent a hírek megjelenése és a tudósítás szempontjából. Ez a szellemi tulajdonról és a tömegmédia társadalmi szerepéről szóló kérdésekhez vezet. Sok blogger elhatárolja magát a média „fő áramlatától”, míg mások más csatornán kommunikáló média tagjainak érzik magukat.
Sok bloggernek nagy tervei vannak, és a bloggolást a Nyílt Forráskód Politika részének tekintik, vagy a politikában való részvétel növelésének lehetőségeként, így segítve a vita kereteinek meghatározását. Azonban az intézmények a blogolást a „szűrő megkerülésének” tekintik, és közvetlen üzeneteket juttatnak el a nyilvánossághoz (ld. marketing).

## Blogok létrehozása és publikálása
A blogok megjelenése óta számos szoftvercsomag jelent meg, amelyek megkönnyítik a blogok létrehozását. A blogoknak helyt adó oldalak és a webes szerkesztést lehetővé tevő webszolgáltatások megszaporodtak. Ilyenek például a GreatestJournal, Pitas, Blogger, LiveJournal és a Xanga.
Sok haladó blogger jobban kedveli a szerver oldali szoftver eszközöket, amilyen például a Movable Type, bBlog, WordPress, b2evolution, Serendipity és a .Text. Ezek a programok szélesebb körű konfigurálhatóságot és több lehetőséget biztosítanak, cserébe viszont nagyobb tudást követelnek. Ha webes felületet biztosítanak a szerkesztésre, a szerver alapú rendszerek könnyebbé teszik az utazó emberek számára a szöveg létrehozását és szerkesztését. Sokan szeretik megörökíteni utazásukat ún. travelblogokban.
Vannak olyanok is, akik PHP, Perl, ASP.NET és egyéb szerveroldali programozási nyelvek segítségével maguk írják meg a saját blog-motorjukat. Míg ezt a legnehezebb létrehozni, a kreativitás teljes erejét magukban hordozzák.
A „blogroll”-t és a megjegyzéseket vagy visszajelzéseket szinte mindegyik blog-szoftver támogatja.
A blogroll azon blogok listája, amelyekre bármely cikkből hivatkozás mutat. Ez az egyik eszköz, amivel a bloggerek környezetet teremtenek a blogjuknak, mivel kilistázzák azon blogokat, melyek hasonlóak az övékéhez, vagy azon blogokat, amelyek fontosak lehetnek az olvasónak. A blogroll a blogra mutató idézetek számának is mérőeszköze lehet, ami minősíti a blogot, úgy, mint a keresők esetében az oldalra mutató linkek száma. A blogroll másik használati módja a kereszthivatkozás: a bloggerek megállapodnak, hogy egymásra hivatkoznak, vágy másik blogra, reménykedve, hogy rájuk is visszalinkelnek.

## Főbb típusok

### Személyes
A köznyelvben sokszor "webnapló". A napló webes változata. Jellemzően egy szerzője van, aki a saját életének részleteit vagy aktuális, konkrét téma szempontjából nem kötött gondolatait osztja meg. Egy webes napló jellemzően a kevés tapasztalattal rendelkező felhasználóknak is lehetővé teszi, hogy bejegyzéseket hozzanak létre és formázzanak. Az emberek leírják a mindennapi tapasztalataikat, érzelmeiket, költeményeiket, írásaikat és gyakran lehetőséget adnak az olvasóknak a részvételre, így megvalósítva Tim Berners-Lee eredeti nézeteit a World Wide Webről, mint közösségi médiumról. 2001-ben a webes naplók iránti érdeklődés drámaian megnövekedett.
A webes naplók szerves részévé vált sok fiatal életének. Ők jellemzően az ismerőseikkel való közvetett kommunikációra használják.

### Tematikus
A tematikus blog egy adott témára koncentrál, csak abban téve közzé bejegyzéseket. Írói általában otthonosak a témában és saját tapasztalataikat, kutatásaikat osztják meg illetve a témában közzétett más publikációkra reagálnak. A tematikus blogok, a szakmai publikációkkal ellentétben általában személyesebb hangvételűek és szubjektív nyelvezetűek.
Sok tematikus blog egy-egy termékkel vagy szűk termékcsoporttal foglalkozik. Gyakori, hogy maguk a termék létrehozásában résztvevők szerkesztenek egy azzal foglalkozó blogot.

### Szakmai
A szakmai blogok olyan tematikus blogok, amik kimondottan egy adott szakterülettel foglalkoznak. Szakmai blogot az adott területet jól ismerő szakemberek szoktak írni. Ezeken a blogokon az adott terület fontosabb híreit lehet olvasni, de a jobbakon sokszor saját fejlesztéseket, megoldásokat is publikálnak. Tekintettel, hogy az olvasóközönség ezeknél a blogoknál sokszor elég korlátozott – attól függően, hogy mennyire speciális a téma (ld. pl. https://ad-ops.hu) – ezeknek a blogoknak nem feltétlenül a látogatószámuk növelése a céljuk, hanem a szakmai körökben történő elismerésük. Egy hatékony, jól működő szakmai blog szakértői státuszt jelent, hivatkozási alapként szolgálhat a területen, de a keresőoptimalizálás szempontjából is fontos.

### Elmélkedő
Amíg egy személyes blog elsősorban a mindennapi élettel és eseményekkel kapcsolatos, az elmélkedő kategóriába tartozó blogok a szerzők valamely felvetődő témáról szóló gondolatait tartalmazzák. Ezek általában kevésbé véletlenszerű és többnyire filozofikus témákat jelentenek. Az elmélkedő blogok egyik oldalról természetesen beleolvadnak a személyes blogokba, másik oldalról pedig a tematikus blogokba. Általában ide tartoznak a politikai blogok is.

### Haverblog
A HaverBlog egy megosztott napló a weben, mely rövid, gyakran frissített bejegyzésekből áll, amit hasonló érdeklődéskörrel rendelkező barátok szerkesztenek. Ezek egy kisebb-nagyobb társaság hétköznapi életével kapcsolatosak, és olvasóközönségük is ugyanez a társaság.

### Blogregény
A blogregény weben kialakuló, többnyire blogbejegyzések formájában közzétett interaktív irodalmi próza. A hagyományos regények és naplóregények az irodalom passzív diskurzusában születnek. Ezzel szemben a blogregény olvasói aktív részesei lehetnek a folyamatnak, hozzászólások, fórumok, levelezési listák, vagy akár mikroblog bejegyzésekkel. A legtöbb irodalmi iskola nem foglalkozik a blogregénnyel, mint önálló műfajjal, de ez a trend valószínűleg pár éven belül megváltozik, hiszen a blogregény irodalomkritikai és szövegszemiotikai szempontból igen érdekes kérdéseket vet fel, kiváltképp az író és olvasó státuszának kérdéskörében. Lehetővé teszi olyan tartalmak beszúrását a történetbe, melyek más formátumban lehetetlenek, mint a zene, kép, videó, hivatkozás, stb... (Lásd: Láncvilág, Angyali lecke) 

### Hírblog
Hírkivonatokat tartalmaz egy adott témakörből. Ezek általában rövid összefoglalókat, illetve linkeket tartalmaznak érdekes cikkekre a sajtóból.

### Közös blogok
A közös blogoknak több szerzőjük van. Ez általában egy zárt, pár fős "szerkesztőséget" jelent, de a blog lehet akár teljesen nyitott is, engedve, hogy akárki közzétegyen cikket.

### Politikai
A kifejezetten politikával foglalkozó tematikus vagy elmélkedő blogok elsősorban az Egyesült Államokban számítanak népszerűnek. A legtöbbször egy személy a hírekre hivatkozik és hozzá csatolja saját megjegyzéseit, ennél fogva ezek téma szempontjából nem annyira egységesek.
A politikai blogok 2003-ban kaptak figyelmet, mivel az egyesült államokbeli jelöltek (Howard Dean és Wesley Clark) is elkezdték használni. Mindketten nagy figyelmet kaptak. Joe Trippi, Dean kampánymenedzsere nagy figyelmet szentelt az internetnek.

### Leírásblogok
Olyan blogok, amik tippeket adnak a felhasználónak vagy leírás formában vezetik végig a felhasználót valamilyen műveleten. Elsősorban technikai jellegű témáknál fordul elő, de itthon népszerűek a konyhai blogok. Ezek jellemzően egy adott étel elkészítésének folyamatát mutatják be, így publikálva a receptet.

### Vállalati
A vállalati blogokat egy adott cég alkalmazottjai vezetik. Jellemzően ezen belül egy a cég által fontosnak tartott témára koncentrál. Ilyen lehet például egy olyan, ami egy adott termékvonallal foglalkozik, vagy valamilyen szempontok alapján vizsgálja a cég termékeit, de gyakoriak azok, amik a termékek használatát mutatja be.

### Komplex blog
A komplex blogok keretében a szerző egy blog alá integrálja különféle tevékenységét, ugyanott – csak más rovatba sorolva – teszi közzé például személyes (magánéleti) bejegyzéseit, szakmai jellegű cikkeit, fotóit, netán közéleti-politikai észrevételeit. A szerteágazó tematikájú komplex blog egyfajta egyszemélyes webújság benyomását keltheti. Gyakorlatilag több különálló blogról van szó, amiket csak a közös megjelenés és jellemzően a szerző személye köt össze.

### Spamblog
Más weboldalak linkekkel való támogatására létrehozott értéktelen tartalmú blog. Lényege, hogy a linknek a keresőmotorok számára releváns szövegkörnyezetet biztosítson. Tartalma sokszor valamilyen programmal generált, RSS-ekből létrehozott, vagy más szakmai oldalak szövegeinek duplikálása. A kevésbé tájékozott olvasókat és a keresőmotorokat is félrevezeti, ezért (főleg az RSS-ből létrehozott és a duplikált tartalmú) létrehozásuk ütközik a webes etikával.

### Podcast
A 2000 óta gyors fejlődésen átesett blogok egyik típusa a podcast. Itt a blog szerzője egy hangállományt tesz közzé. Jellemzően kisebb zenei betétek kíséretében hangzik el a bejegyzés. Gyakori, hogy ebben beszélgetőpartnerek is részt vesznek.

### Fotóblog
A digitális fényképezőgépek terjedése miatt egyre népszerűbb formátum. A bloggerek csak közzéteszik a képeiket, rövid ismertetőt (jellemzően címet) fűznek hozzá.

### Videóblog, vlog
A podcasthoz hasonló, ám itt videófelvétel van a hanganyag helyett.

### Mikroblog
Olyan blog, ami rendkívül rövid, egyszerű tartalmakkal operál. A tartalom általában csak egy-egy linkből, pár mondatból, egy képből vagy videóból áll. Általában személyesebb jellegűek. Ennél a formátumnál a használt technika jellemzően a felhasználó felé nagyon egyszerű, sokszor még a hozzászólások sem lehetségesek.
A köznapi nyelvezetben általában ide a közösségi kommunikációs oldalakat soroljuk (A Plurk, a Twitter, a Jaiku, a Turulcsirip, a Tumblr vagy az Iwiw üzenőfal), de ide tartoznak még a linkmegosztó szolgáltatások (A Reddit, a Digg vagy a Del.icio.us) is. Általában technikai szempontból a mikroblogok alá sorolják a videóblogokat és a fotóblogokat is.

## Gyakran használt kifejezések
Feed
Egy XML-alapú fájl (jellemzően RSS vagy Atom formátumban), melybe a blog tartalma kerül. Ezt az erre szakosodott asztali vagy webes programokkal lehet elolvasni. Megkülönböztetjük a teljes feedet, amelybe a bejegyzés teljes tartalma belekerül, a részleges feedből, amibe csak egy része (jellemzően a bevezető). A feed tartalmazza a blogbejegyzés linkjét. Minthogy a feed formátuma szabványos, a tartalom könnyen felhasználható szoftverek (például keresők vagy elemző programok) számára.
Export, import
Lehetőség van az egyes blogrendszerek közötti átjárhatóságra. Ilyenkor az addig elkészült bejegyzéseket exportálhatjuk/importálhatjuk. Kialakulása ahhoz köthető, hogy a blogolás tömeges elterjedésével egyes blogszolgáltatók felvásároltak másokat, vagy összeolvadtak velük, és üzletpolitikai szempontból biztosítani kellett az addig elkészített blogok folytonosságát.
Blogroll
Blogok listája. Általában egy blogger a blogja mellett feltünteti a kedvenc blogjainak listáját, vagy ajánlhat olvasmányokat a témában érdeklődő olvasó számára.
Blogsite
Gyakran összekeverik egy egyszerű bloggal vagy blog site-tal, de egy blogsite egy olyan weboldal, amely különböző forrásokból kombinálja a blog feedeket, jellemzően tematikusan. Ilyenek például az egyes témával foglalkozó ún. "planet" oldalak, amelyek jellemzően 10-20 blog tartalmát vonják össze és jelenítik meg egy blogként. Ide tartoznak még a különböző híroldalak, vagy az egyes blogszolgáltatók válogatásai is.
Társszerző
A blogger engedélyt adhat más bloggereknek is bejegyzések küldéséhez. Több blogger együttes munkája alakítja/alakította ki a mai blogközösségeket.
Szerkesztő
Amennyiben egy blognak több szerzője van, lehet közöttük szerkesztő. A szerkesztő felügyeli a blogot és át tudja írni a többi szerző műveit. Sok esetben egy szerkesztő jóváhagyása kell ahhoz, hogy publikálni lehessen egy bejegyzést. Közösségi blogonként változik, hogy hány szerkesztő van, és hogy mi a feladatkörük.
Hozzászólás, komment
Az egyes bejegyzésekhez külön-külön kapcsolódó megjegyzés. A látogatók ebben reagálhatnak a bejegyzésre, illetve a szerző válaszolhat a felvetésekre.
Liveblog
Egy adott eseményről történő élő tudósítás. Vagy mikroblog formátumban történik, vagy egy bejegyzést szerkeszt a szerző, abba írva bele az új fejleményeket.
Moblog
A „mobil” és a „blog” szóösszetétele. Olyan blog, amely főleg mobiltelefonról SMS és MMS formájában érkezett bejegyzéseket tartalmaz. Gyakran fotóblog.
Permalink
Állandó link. Egyetlen bejegyzés egyedi URL-je, azaz egy konkrét bejegyzésre mutató link.
Pingback
Egy „riasztás”, mely figyelmezteti egy bejegyzés eredeti szerzőjét, hogy valaki az eredeti bejegyzését linkelte egy másik blogbejegyzésben. Általában megjegyzésként is megjelenik.
Sablon
A blogírás tömegessé válásával terjedt el. Segítségével az általában kezdő blogger egy kész kialakítású oldalt kap, amelyre feltöltheti bejegyzéseit. Legtöbbször kiterjed az oldalszerkezetre, a dizájnra és egyéb grafikai megoldásokra. A sablon bármikor módosítható a blogger tudása/kívánságai szerint.
Shoutbox
Üzenőfal. A látogatók itt beszélhetnek a bloggerrel és/vagy egymással. Jellemzően nem az egyes blog-bejegyzésekhez tartozik, mint a kommentek, hanem magához a bloghoz mint szerves egészhez.
Trackback
A pingbackhez hasonló technika, ám lényeges különbség, hogy a blogbejegyzés szerzője maga választja ki, hogy a bejegyzése milyen más blogbejegyzésekhez kapcsolódik, míg a pingback automatikus.
Blogszolgáltató
Olyan webes szolgáltatás, amely – jellemzően ingyen – lehetőséget ad a felhasználónak arra, hogy minden technikai ismeret nélkül blogot indítson.
Blogmotor
Olyan szoftver, mely lehetővé teszi a felhasználónak, hogy a saját tárhelyén vagy szerverén blogot indítson. Ezek általában jóval funkciógazdagabbak és rugalmasabbak, mint a blogszolgáltatók által nyújtott felület, ám telepítésük és karbantartásuk szakértelmet követel.
Bloghálózat
Több blog együttese, melyek valamilyen szempont szerint össze vannak kapcsolódva. Általában közös a tulajdonosuk vagy szerzőjük. Jellemzően megjelenés, stratégia és stílus szempontjából is hasonlóak egymáshoz.